# North American Fungi
North American Fungi (w publikacjach cytowane jako N. Amer. Fung.) – recenzowane czasopismo naukowe publikujące artykuły o grzybach Mycota, w tym również o porostach Lichenes, ale także o organizmach grzybopodobnych – Chytridiomycota i innych grupach organizmów dawniej zaliczanych do grzybów (m.in. o śluzowcach Myxomycota). Uwzględniane są głównie artykuły dotyczące grzybów i organizmów grzybopodobnych Ameryki Północnej.
Czasopismo wydawane jest w USA od 2016 roku. Wychodzi w wersji drukowanej i elektronicznej. Online jest bezpłatnie dostępne na całym świecie. Przysłane przez autorów manuskrypty podlegają rygorystycznej recenzji. Aby przyspieszyć publikację, czasopismo nie jest periodykiem – jego numery wychodzą zaraz po ich przygotowaniu do publikacji. 
ISSN: 1937786X, OCLC: 216930835.